# Thế vận hội Mùa hè 2020 - The Official Video Game
Thế vận hội Mùa hè Tokyo 2020 - The Official Video Game là một trò chơi điện tử về chủ đề thể thao – Thế vận hội được phát triển và phát hành bởi Sega. Trò chơi ban đầu được ra mắt tại Nhật Bản trên Nintendo Switch và PlayStation 4 vào tháng 7 năm 2019. Tuy nhiên do đại dịch COVID-19 trì hoãn việc bắt đầu Thế vận hội Mùa hè 2020 ở Tokyo, vì vậy trò chơi không được phát hành bên ngoài Nhật Bản cho đến tháng 6 năm 2021, khi nó được xuất hiện trên  Microsoft Windows, Stadia và Xbox One.
Trò chơi bao gồm 80 quốc gia và 18 phân môn. Người chơi có thể tạo nhân vật của riêng mình, sở hữu nó và chơi với những người chơi hư cấu khác ở bất kỳ chế độ nào hoặc với những nhân vật có bản quyền bằng cách thi đấu với các vận động viên hàng đầu trong phần luyện tập.

## Các môn thể thao
Dưới đây là các bộ môn có trong trò chơi: trong đó có bốn phân môn bổ sung đã được thêm vào dưới dạng cập nhật miễn phí sau khi ra mắt. Có tổng cộng 20 nội dung thi đấu khác nhau, tương ứng với 20 bộ huy chương (môn bóng bàn và quần vợt mỗi môn có 2 nội dung là đơn và đôi).
- Điền kinh
  - Chạy
    - 100 mét
    - 110 mét vượt rào
    - Tiếp sức 4×100 mét§

  - Còn lại
    - Nhảy xa
    - Ném búa
- Dưới nước
  - Bơi
    - 100 mét tự do
    - 200 mét hỗn hợp cá nhân
- Khác
  - Bóng chày
  - Bóng rổ
  - Bóng chuyền bãi biển
  - Quyền Anh
  - Xe đạp, xe đạp BMX
  - Bóng đá
  - Judo§
  - Bóng bầu dục bảy người§
  - Leo núi thể thao§
  - Bóng bàn (đơn và đôi)
  - Quần vợt (đơn và đôi)

^§ : Được thêm vào dưới dạng cập nhật miễn phí.

## Các quốc gia
| Châu Phi - Algérie - Angola - Ai Cập - Ethiopia - Gambia - Ghana - Guinée - Bờ Biển Ngà - Kenya - Maroc - Nigeria - Sénégal - Nam Phi - Togo - Tunisia |  | Châu Mỹ - Argentina - Bahamas - Bolivia - Brasil - Canada - Chile - Colombia - Costa Rica - Cuba - Ecuador - Honduras - Jamaica - México - Paraguay - Perú - Trinidad và Tobago - Hoa Kỳ - Uruguay |  | Châu Á - Trung Quốc - Hồng Kông - Ấn Độ - Indonesia - Iran - Nhật Bản - Malaysia - Pakistan - Philippines - Ả Rập Xê Út - Singapore - Hàn Quốc - Đài Bắc Trung Hoa - Thái Lan - UAE - Uzbekistan |  | Châu Âu - Áo - Bỉ - Bulgaria - Croatia - Cộng hòa Séc - Đan Mạch - Phần Lan - Pháp - Đức - Anh Quốc - Hy Lạp - Hungary - Ireland - Israel - Ý - Hà Lan - Na Uy - Ba Lan - Bồ Đào Nha - România - Ủy ban Olympic Nga - Slovakia - Slovenia - Tây Ban Nha - Thụy Điển - Thụy Sĩ - Thổ Nhĩ Kỳ - Ukraina |  | Châu Đại Dương - Úc - Fiji - New Zealand |

## Đánh giá
Phiên bản trên Switch nhận được 80% từ Digitally Downloaded, bình luận rằng "một trong những lĩnh vực mà Tokyo 2020 ngay lập tức làm nổi bật lên là nó có một loạt các môn thể thao khác nhau được xuất hiện và tất cả chúng đều có cách chơi hoàn toàn khác biệt". Họ tiếp tục ca ngợi trò chơi cũng như khả năng tùy chỉnh của nó, nói thêm rằng "là một trò chơi chơi đơn, nó hơi cô đơn và hạn chế."